# Caralluma arachnoidea
Caralluma arachnoidea là một loài thực vật có hoa trong họ La bố ma. Loài này được (Bally) M.G.Gilbert mô tả khoa học đầu tiên năm 1977.